# Heteropogon rubrifasciatus
Heteropogon rubrifasciatus là một loài ruồi trong họ Asilidae. Heteropogon rubrifasciatus được Bromley miêu tả năm 1931. Loài này phân bố ở vùng Tân Bắc giới.